# موش برفی
موش بَرفی گونه‌ای جانور از خانوادهٔ هامسترهای دم‌کوتاه (Cricetidae) است.
این گونه از سایر گونه‌های میکروتوس بزرگتر و دم آن نسبتاً بلندتر است.
کف دست ها و پاهای موش برفی برهنه است و در دست فقط چهار انگشت رشد کرده و در کف دستش پنج پینه وجود دارد.